# Bartolomeo Vanzetti
Bartolomeo Vanzetti (Villafalletto, Italia, 11 de junio de 1888 - Charlestown, Estados Unidos, 23 de agosto de 1927) fue un anarquista italo-estadounidense.
Fue ejecutado el 23 de agosto de 1927 junto a Nicola Sacco al ser declarados culpables del asalto y homicidio del pagador de una fábrica, Frederick Parmenter y su escolta, Alessandro Berardelli, en el pueblo de South Braintree, Estados Unidos, el 15 de abril de 1920.
En 1977, una investigación ordenada por el entonces gobernador de Massachusetts, Michael Dukakis, estableció que Sacco y Vanzetti no recibieron un juicio justo. Dukakis proclamó el 23 de agosto de 1977 como el Día en Memoria de Sacco y Vanzetti (Sacco and Vanzetti Memorial Day), con el propósito de remover todo estigma de sus nombres. No recibieron un perdón póstumo, pues hubiese significado adjudicarles culpabilidad.

## Biografía
Bartolomeo Vanzetti nació en el seno de una familia humilde de Piamonte, al norte de Italia. Con trece años comenzó a trabajar como pastelero, trabajo que realizó en Cuneo, Cavour y Cuorgnè y finalmente en Turín. Explotado y viviendo en condiciones pésimas, cayó enfermo. Tras la muerte de su madre, el 19 de junio de 1908 parte de Le Havre a bordo del transatlántico La Provence y llega a la isla Ellis, Nueva York. Allí vivió la miseria propia de los inmigrantes. Tuvo varios trabajos ocasionales y en 1913 se hizo anarquista. Después se instaló en Plymouth, Massachusetts, y trabajó en la Cordage Company. Allí participó, junto con el anarquista Luigi Galleani, en una huelga de un mes de duración a principios de 1916. Designado como líder, fue incluido en la lista negra de la patronal. Luego se convirtió en un comerciante de pescado ambulante.
El 5 de mayo de 1917 obtuvo la ciudadanía estadounidense. Justo entonces los Estados Unidos decidieron entrar en la Primera Guerra Mundial al lado de los Aliados. Para escapar del reclutamiento, decide con una treintena de anarquistas refugiarse en México. Allí conoce a Nicola Sacco. Al cabo de unos meses volvió a Plymouth, mientras la represión se intensifica contra los refractarios y los anarquistas durante el llamado Primer Temor rojo.
El 5 de mayo de 1920 fue detenido junto a Nicola Sacco. Fue el comienzo del «asunto Sacco y Vanzetti». Eran sospechosos de haber cometido dos robos en Massachusetts: el primero en Bridgewater, el 24 de diciembre de 1919; y el segundo en South Braintree el 15 de abril de 1920. Durante este último fueron asesinados dos correos de dinero, Frederic Parmenter y Alessandro Berardelli, y se robaron los 15 .000 dólares correspondientes a la paga de los trabajadores de una fábrica de zapatos.
El 16 de agosto de 1920, Vanzetti fue condenado por el primer robo a una pena de doce a quince años de prisión, en la cárcel de Charlestown, en los suburbios de Boston. Tras el segundo juicio por el segundo robo, fue condenado a muerte y ejecutado el 23 de agosto de 1927 en la silla eléctrica, junto con Sacco, todavía en la prisión de Charlestown, por el verdugo Robert G. Elliott, un electricista del Estado de Nueva York.
Antes de morir, las últimas palabras de Bartolomeo Vanzetti fueron: 

If it had not been for these things, I might have lived out my life talking at street corners to scorning men. I might have died, unmarked, unknown, a failure. Now we are not a failure. This is our career and our triumph. Never in our full life could we hope to do such work for tolerance, for justice, for man's understanding of man as now we do by accident. Our words — our lives, our pains — nothing! The taking of our lives — lives of a good shoemaker and a poor fish-peddler — all! That last moment belongs to us — that agony is our triumph
Si no fuera por estas cosas, podría haber vivido mi vida hablando en las esquinas con los hombres que me desprecian. Podría haber muerto, sin ser reconocido, desconocido, un fracaso. Ahora no somos un fracaso. Esta es nuestra carrera y nuestro triunfo. Nunca en toda nuestra vida pudimos esperar hacer un trabajo tan grande por la tolerancia, por la justicia, por la comprensión del hombre como el que ahora hacemos por accidente. Nuestras palabras —nuestras vidas, nuestros dolores— ¡nada! La toma de nuestras vidas —vidas de un buen zapatero y de un pobre vendedor de pescado—, ¡todo! Ese último momento nos pertenece —esa agonía es nuestro triunfo.